# Бобровица (Омская область)
Бобровица — деревня в Одесском районе Омской области. Входит в состав Ореховского сельского поселения.

## История
Село Бобровицы основано в 1908 г на переселенческом участке Джаркан-Агач.

## Население
| 2010 |
| ---- |
| 55   |